# Eurysternacris
Eurysternacris is een geslacht van rechtvleugeligen uit de familie veldsprinkhanen (Acrididae). De wetenschappelijke naam van dit geslacht is voor het eerst geldig gepubliceerd in 1947 door Lucien Chopard.

## Soorten
Het geslacht Eurysternacris omvat de volgende soorten:
- Eurysternacris brevipes Chopard, 1947
- Eurysternacris zolotarewskyi Chopard, 1947